# Leo Frobenius
Leo Frobenius (n. 29 iunie 1873, Berlin, Imperiul German – d. 9 august 1938, Verbania, Piemont, Italia) a fost un etnolog și arheolog german, unul dintre cei mai importanți etnografi germani care a studiat Africa. Este cunoscut în spațiul românesc mai ales pentru influența operei sale asupra gândirii lui Lucian Blaga.